# US West
US West, Inc. (estilizado como US WEST) era una de las siete compañías regionales Bell, (también conocidas como las "Baby Bells"), creado en 1983 bajo la Modificación de la Sentencia Final (United States v. Western Electric Co., Inc. 552 Fed. Supp. 131), un caso relacionado con la disolución antimonopolio de la AT&T. 
La US West proporcionó telefonía local y servicios de larga distancia intraLATA, servicios de transmisión de datos, servicios de televisión por cable, servicios de comunicaciones inalámbricas y productos de telecomunicaciones relacionados con áreas definidas en Arizona, Colorado, Idaho, Iowa, Minnesota, Montana, Nebraska, Nuevo México, Dakota del Norte, Oregón, Dakota del Sur, Utah, Washington y Wyoming.

La US West era una empresa pública que cotizaba en la Bolsa de Valores de Nueva York con el símbolo de cotización "USW" con sede en 1801 en el California Street en Denver, Colorado.

## Historia

### Inicios y siguientes años
Fue creada en 1983 en la que existio hasta 1990, la US West era una sociedad de cartera con tres Bell Operating Companies, Mountain States Telephone & Telegraph o Mountain Bell, con sede en Denver, Colorado), Northwestern Bell, entonces con sede en Omaha, Nebraska, y Pacific Northwest Bell, entonces con sede en Seattle, Washington.
En 1988, las tres empresas comenzaron a operar bajo el nombre de US West Communications. 
El 1 de enero de 1991, Northwestern Bell y Pacific Northwest Bell se fusionaron legalmente en Mountain Bell, que pasó a llamarse la US West Communications, Inc. US West fue la primera RBOC en consolidar sus Bell Operating Companies (el otro era BellSouth).

### Últimos años
En 1998, la US West se dividió en dos nuevas empresas separadas. Sus propiedades telefónicas mantuvieron el nombre de US West, mientras que los activos restantes, como los negocios de cable, inalámbricos e internacionales, se convirtieron en MediaOne Inc. La división se estructuró de modo en que MediaOne Inc. fuera el sucesor legal de US West Inc., y US West fuera la entidad derivada.
US West se fusionó con la Qwest el 30 de junio de 2000 y con el tiempo, la marca US West fue reemplazada por la marca Qwest. Qwest se fusionó con la CenturyLink el 1 de abril de 2011 en la cual la marca Qwest fue reemplazada por la marca nueva CenturyLink.